# Venezuela nos Jogos Olímpicos de Verão de 2024
Venezuela participou dos Jogos Olímpicos de Verão de 2024, realizados em Paris, na França. Foi a 20.ª aparição consecutiva do país nos Jogos Olímpicos de Verão desde a estreia em Londres 1948.
Representado por 32 atletas que competiram em onze esportes, nenhum deles conquistou medalhas, fato que não ocorria com o país desde 2000.

## Competidores
Esta foi a participação por modalidade nesta edição:
| Esporte        | Masculino | Feminino | Total |
| -------------- | --------- | -------- | ----- |
| Atletismo      | 2         | 4        | 6     |
| Boxe           | 1         | 1        | 2     |
| Ciclismo       | 1         | 0        | 1     |
| Esgrima        | 4         | 1        | 5     |
| Halterofilismo | 2         | 3        | 5     |
| Hipismo        | 1         | 1        | 2     |
| Judô           | 0         | 1        | 1     |
| Lutas          | 2         | 2        | 4     |
| Natação        | 2         | 1        | 3     |
| Taekwondo      | 1         | 0        | 1     |
| Tiro           | 2         | 0        | 2     |
| Total          | 18        | 14       | 32    |

## Desempenho

### Atletismo
- Q = Qualificado para a próxima fase
- q = Qualificado para a próxima fase como o perdedor mais rápido ou, em eventos de campo, pela posição sem atingir o alvo para qualificação
- N/A = Fase não aplicável para o evento
- Bye = Atleta não precisou disputar aquela fase

Masculino
Eventos de pista
| Atleta             | Evento | Baterias | Baterias | Repescagem | Repescagem | Semifinal   | Semifinal   | Final       | Final       | Ref.        |
| Atleta             | Evento | Tempo    | Pos.     | Tempo      | Pos.       | Tempo       | Pos.        | Tempo       | Pos.        | Ref.        |
| ------------------ | ------ | -------- | -------- | ---------- | ---------- | ----------- | ----------- | ----------- | ----------- | ----------- |
| José Antonio Maita | 800 m  | 1:48.02  | 8        | 1:46.44    | 3          | Não avançou | Não avançou | Não avançou | Não avançou | [ 5 ] [ 6 ] |

Eventos de campo
| Atleta           | Evento       | Qualificação | Qualificação | Final       | Final       | Ref.  |
| Atleta           | Evento       | Marca        | Pos.         | Marca       | Pos.        | Ref.  |
| ---------------- | ------------ | ------------ | ------------ | ----------- | ----------- | ----- |
| Leodan Torrealba | Salto triplo | 16.18        | 29           | Não avançou | Não avançou | [ 7 ] |

Feminino
Eventos de pista
| Atleta       | Evento | Baterias | Baterias | Repescagem | Repescagem | Semifinal   | Semifinal   | Final       | Final       | Ref.          |
| Atleta       | Evento | Tempo    | Pos.     | Tempo      | Pos.       | Tempo       | Pos.        | Tempo       | Pos.        | Ref.          |
| ------------ | ------ | -------- | -------- | ---------- | ---------- | ----------- | ----------- | ----------- | ----------- | ------------- |
| Joselyn Brea | 1500 m | 4:13.17  | 15       | 4:05.93    | 6          | Não avançou | Não avançou | Não avançou | Não avançou | [ 8 ] [ 9 ]   |
| Joselyn Brea | 5000 m | 15:02.89 | 8 Q      | N/A        | N/A        | N/A         | N/A         | 15:17.04    | 15          | [ 10 ] [ 11 ] |

Eventos de campo
| Atleta           | Evento                | Qualificação | Qualificação | Final | Final | Ref.   |
| Atleta           | Evento                | Marca        | Pos.         | Marca | Pos.  | Ref.   |
| ---------------- | --------------------- | ------------ | ------------ | ----- | ----- | ------ |
| Robeilys Peinado | Salto com vara        | 4.40         | 12 q         | 4.60  | 10    | [ 12 ] |
| Rosa Rodríguez   | Lançamento de martelo | 71.76        | 10 q         | 72.98 | 8     | [ 13 ] |

### Boxe
Masculino
| Atleta     | Evento      | Fase de 32           | Oitavas de final     | Quartas de final     | Semifinal            | Final                | Final       | Ref.   |
| Atleta     | Evento      | Adversário Resultado | Adversário Resultado | Adversário Resultado | Adversário Resultado | Adversário Resultado | Pos.        | Ref.   |
| ---------- | ----------- | -------------------- | -------------------- | -------------------- | -------------------- | -------------------- | ----------- | ------ |
| Jesús Cova | Até 63,5 kg | Bye                  | THA B Sinsiri D 0–5  | Não avançou          | Não avançou          | Não avançou          | Não avançou | [ 14 ] |

Feminino
| Atleta         | Evento    | Fase de 32            | Oitavas de final     | Quartas de final     | Semifinal            | Final                | Final       | Ref.   |
| Atleta         | Evento    | Adversário Resultado  | Adversário Resultado | Adversário Resultado | Adversário Resultado | Adversário Resultado | Pos.        | Ref.   |
| -------------- | --------- | --------------------- | -------------------- | -------------------- | -------------------- | -------------------- | ----------- | ------ |
| Omailyn Alcalá | Até 57 kg | POL J Szeremeta D 1–4 | Não avançou          | Não avançou          | Não avançou          | Não avançou          | Não avançou | [ 15 ] |

### Ciclismo

#### Estrada
Masculino
| Atleta       | Evento             | Tempo   | Pos. | Ref.   |
| ------------ | ------------------ | ------- | ---- | ------ |
| Orluis Aular | Corrida em estrada | 6:26:57 | 53   | [ 16 ] |

### Esgrima
Masculino
| Atleta                                                     | Evento             | Fase de 64           | Fase de 32             | Oitavas de final       | Quartas de final     | Semifinal                              | Final                              | Final       | Ref.                        |
| Atleta                                                     | Evento             | Adversário Resultado | Adversário Resultado   | Adversário Resultado   | Adversário Resultado | Adversário Resultado                   | Adversário Resultado               | Pos.        | Ref.                        |
| ---------------------------------------------------------- | ------------------ | -------------------- | ---------------------- | ---------------------- | -------------------- | -------------------------------------- | ---------------------------------- | ----------- | --------------------------- |
| Francisco Limardo                                          | Espada             | Bye                  | CHN Wang Z D 12–15     | Não avançou            | Não avançou          | Não avançou                            | Não avançou                        | Não avançou | [ 17 ]                      |
| Rubén Limardo                                              | Espada             | Bye                  | HUN T Andrásfi D 10–15 | Não avançou            | Não avançou          | Não avançou                            | Não avançou                        | Não avançou | [ 18 ]                      |
| Grabiel Lugo                                               | Espada             | CAN N Zhang V 15–11  | HUN M Koch V 15–10     | HUN T Andrásfi D 12–13 | Não avançou          | Não avançou                            | Não avançou                        | Não avançou | [ 19 ]                      |
| Francisco Limardo Rubén Limardo Jesús Limardo Grabiel Lugo | Espada por equipes | —                    | —                      | —                      | JPN Japão D 33–39    | Classificação 5º–8º ITA Itália D 34–45 | Disputa 7º lugar EGY Egito V 41–35 | 7           | [ 17 ] [ 18 ] [ 19 ] [ 20 ] |

Feminino
| Atleta            | Evento | Fase de 64           | Fase de 32           | Oitavas de final     | Quartas de final     | Semifinal            | Final                | Final       | Ref.   |
| Atleta            | Evento | Adversário Resultado | Adversário Resultado | Adversário Resultado | Adversário Resultado | Adversário Resultado | Adversário Resultado | Pos.        | Ref.   |
| ----------------- | ------ | -------------------- | -------------------- | -------------------- | -------------------- | -------------------- | -------------------- | ----------- | ------ |
| Khaterine Paredes | Sabre  | HUN A Márton D 10–15 | Não avançou          | Não avançou          | Não avançou          | Não avançou          | Não avançou          | Não avançou | [ 21 ] |

### Halterofilismo
Masculino
| Atleta              | Evento    | Arranco | Arranco | Arremesso | Arremesso | Total | Pos. | Ref.   |
| Atleta              | Evento    | Result. | Pos.    | Result.   | Pos.      | Total | Pos. | Ref.   |
| ------------------- | --------- | ------- | ------- | --------- | --------- | ----- | ---- | ------ |
| Julio Mayora        | Até 73 kg | 152     | 5       | 192       | —         | —     | DNF  | [ 22 ] |
| Keydomar Vallenilla | Até 89 kg | 162     | 10      | 196       | 8         | 358   | 8    | [ 23 ] |

Feminino
| Atleta            | Evento        | Arranco | Arranco | Arremesso | Arremesso | Total | Pos. | Ref.   |
| Atleta            | Evento        | Result. | Pos.    | Result.   | Pos.      | Total | Pos. | Ref.   |
| ----------------- | ------------- | ------- | ------- | --------- | --------- | ----- | ---- | ------ |
| Katherin Echandia | Até 49 kg     | 83      | 9       | 105       | 9         | 188   | 9    | [ 24 ] |
| Anyelin Venegas   | Até 59 kg     | 102     | 6       | 128       | 6         | 230   | 4    | [ 25 ] |
| Naryury Pérez     | Mais de 81 kg | 114     | 10      | 145       | 7         | 259   | 8    | [ 26 ] |

### Hipismo

#### Adestramento
| Atleta            | Cavalo         | Evento     | Grand Prix | Grand Prix | Grand Prix Special | Grand Prix Special | Grand Prix Freestyle | Grand Prix Freestyle | Geral       | Geral       | Ref.   |
| Atleta            | Cavalo         | Evento     | Total      | Pos.       | Total              | Pos.               | Técnico              | Artístico            | Total       | Pos.        | Ref.   |
| ----------------- | -------------- | ---------- | ---------- | ---------- | ------------------ | ------------------ | -------------------- | -------------------- | ----------- | ----------- | ------ |
| Patricia Ferrando | Honnaisseur SJ | Individual | 67.143     | 46         | —                  | —                  | Não avançou          | Não avançou          | Não avançou | Não avançou | [ 27 ] |

#### Saltos
| Atleta                   | Cavalo  | Evento     | Qualificação | Qualificação | Qualificação | Final       | Final       | Final       | Ref.   |
| Atleta                   | Cavalo  | Evento     | Pen.         | Tempo        | Pos.         | Pen.        | Tempo       | Pos.        | Ref.   |
| ------------------------ | ------- | ---------- | ------------ | ------------ | ------------ | ----------- | ----------- | ----------- | ------ |
| Luis Fernando Larrázabal | Condara | Individual | 20           | 74.19        | 63           | Não avançou | Não avançou | Não avançou | [ 28 ] |

### Judô
Feminino
| Atleta             | Evento    | Primeira fase         | Oitavas              | Quartas              | Semifinais           | Repescagem           | Final / DB           | Final / DB | Ref.   |
| Atleta             | Evento    | Adversário Resultado  | Adversário Resultado | Adversário Resultado | Adversário Resultado | Adversário Resultado | Adversário Resultado | Pos.       | Ref.   |
| ------------------ | --------- | --------------------- | -------------------- | -------------------- | -------------------- | -------------------- | -------------------- | ---------- | ------ |
| Anriquelis Barrios | Até 63 kg | ALG A Belkadi D 00–01 | Não avançou          | Não avançou          | Não avançou          | Não avançou          | Não avançou          | =17        | [ 29 ] |

### Lutas

#### Greco-romana
Masculino
| Atleta           | Evento    | Oitavas              | Quartas              | Semifinais           | Repescagem           | Final / DB           | Final / DB | Ref.   |
| Atleta           | Evento    | Adversário Resultado | Adversário Resultado | Adversário Resultado | Adversário Resultado | Adversário Resultado | Pos.       | Ref.   |
| ---------------- | --------- | -------------------- | -------------------- | -------------------- | -------------------- | -------------------- | ---------- | ------ |
| Raiber Rodríguez | Até 60 kg | AZE M Mammadov V 6–5 | CHN Cao L D 3–5      | Não avançou          | EGY M Mohamed V 12–1 | PRK Ri S-u D 0–8     | 5          | [ 30 ] |

#### Livre
Masculino
| Atleta          | Evento    | Oitavas              | Quartas              | Semifinais           | Repescagem           | Final / DB           | Final / DB  | Ref.   |
| Atleta          | Evento    | Adversário Resultado | Adversário Resultado | Adversário Resultado | Adversário Resultado | Adversário Resultado | Pos.        | Ref.   |
| --------------- | --------- | -------------------- | -------------------- | -------------------- | -------------------- | -------------------- | ----------- | ------ |
| Anthony Montero | Até 74 kg | USA K Dake D 0–10    | Não avançou          | Não avançou          | Não avançou          | Não avançou          | Não avançou | [ 31 ] |

Feminino
| Atleta             | Evento    | Oitavas              | Quartas              | Semifinais           | Repescagem           | Final / DB           | Final / DB  | Ref.   |
| Atleta             | Evento    | Adversário Resultado | Adversário Resultado | Adversário Resultado | Adversário Resultado | Adversário Resultado | Pos.        | Ref.   |
| ------------------ | --------- | -------------------- | -------------------- | -------------------- | -------------------- | -------------------- | ----------- | ------ |
| Betzabeth Argüello | Até 53 kg | SWE J Malmgren D 3–5 | Não avançou          | Não avançou          | Não avançou          | Não avançou          | Não avançou | [ 32 ] |
| Soleymi Caraballo  | Até 68 kg | JPN N Ozaki D 0–10   | Não avançou          | Não avançou          | Não avançou          | Não avançou          | Não avançou | [ 33 ] |

### Natação
Masculino
| Atleta         | Evento      | Eliminatórias | Eliminatórias | Semifinal   | Semifinal   | Final       | Final       | Ref.   |
| Atleta         | Evento      | Tempo         | Pos.          | Tempo       | Pos.        | Tempo       | Pos.        | Ref.   |
| -------------- | ----------- | ------------- | ------------- | ----------- | ----------- | ----------- | ----------- | ------ |
| Alberto Mestre | 50 m livre  | 22.02         | 21            | Não avançou | Não avançou | Não avançou | Não avançou | [ 34 ] |
| Alberto Mestre | 100 m livre | 49.51         | 37            | Não avançou | Não avançou | Não avançou | Não avançou | [ 34 ] |
| Alfonso Mestre | 400 m livre | 3:48.20       | 19            | —           | —           | Não avançou | Não avançou | [ 35 ] |
| Alfonso Mestre | 800 m livre | 8:12.03       | 29            | —           | —           | Não avançou | Não avançou | [ 36 ] |

Feminino
| Atleta       | Evento      | Eliminatórias | Eliminatórias | Semifinal   | Semifinal   | Final       | Final       | Ref.   |
| Atleta       | Evento      | Tempo         | Pos.          | Tempo       | Pos.        | Tempo       | Pos.        | Ref.   |
| ------------ | ----------- | ------------- | ------------- | ----------- | ----------- | ----------- | ----------- | ------ |
| María Yegres | 200 m livre | 2:00.66       | 20            | Não avançou | Não avançou | Não avançou | Não avançou | [ 37 ] |

### Taekwondo
Masculino
| Atleta           | Evento    | Preliminar           | Oitavas              | Quartas              | Semifinais           | Repescagem           | Final / DB           | Final / DB  | Ref.   |
| Atleta           | Evento    | Adversário Resultado | Adversário Resultado | Adversário Resultado | Adversário Resultado | Adversário Resultado | Adversário Resultado | Pos.        | Ref.   |
| ---------------- | --------- | -------------------- | -------------------- | -------------------- | -------------------- | -------------------- | -------------------- | ----------- | ------ |
| Yohandri Granado | Até 58 kg | Bye                  | KOR Park T-j D 0–2   | Não avançou          | Não avançou          | FRA C Ravet D 0–2    | Não avançou          | Não avançou | [ 38 ] |

### Tiro
Masculino
| Atleta          | Evento           | Qualificação | Qualificação | Final       | Final       | Ref.   |
| Atleta          | Evento           | Marca        | Pos.         | Marca       | Pos.        | Ref.   |
| --------------- | ---------------- | ------------ | ------------ | ----------- | ----------- | ------ |
| Douglas Gómez   | Tiro rápido 25 m | 569          | 29           | Não avançou | Não avançou | [ 39 ] |
| Leonel Martínez | Fossa olímpica   | 116          | 28           | Não avançou | Não avançou | [ 40 ] |